# Wendell Lewis
Wendell Lewis (Selma, 21 settembre 1989) è un cestista statunitense.